# 워싱턴 스퀘어 공원

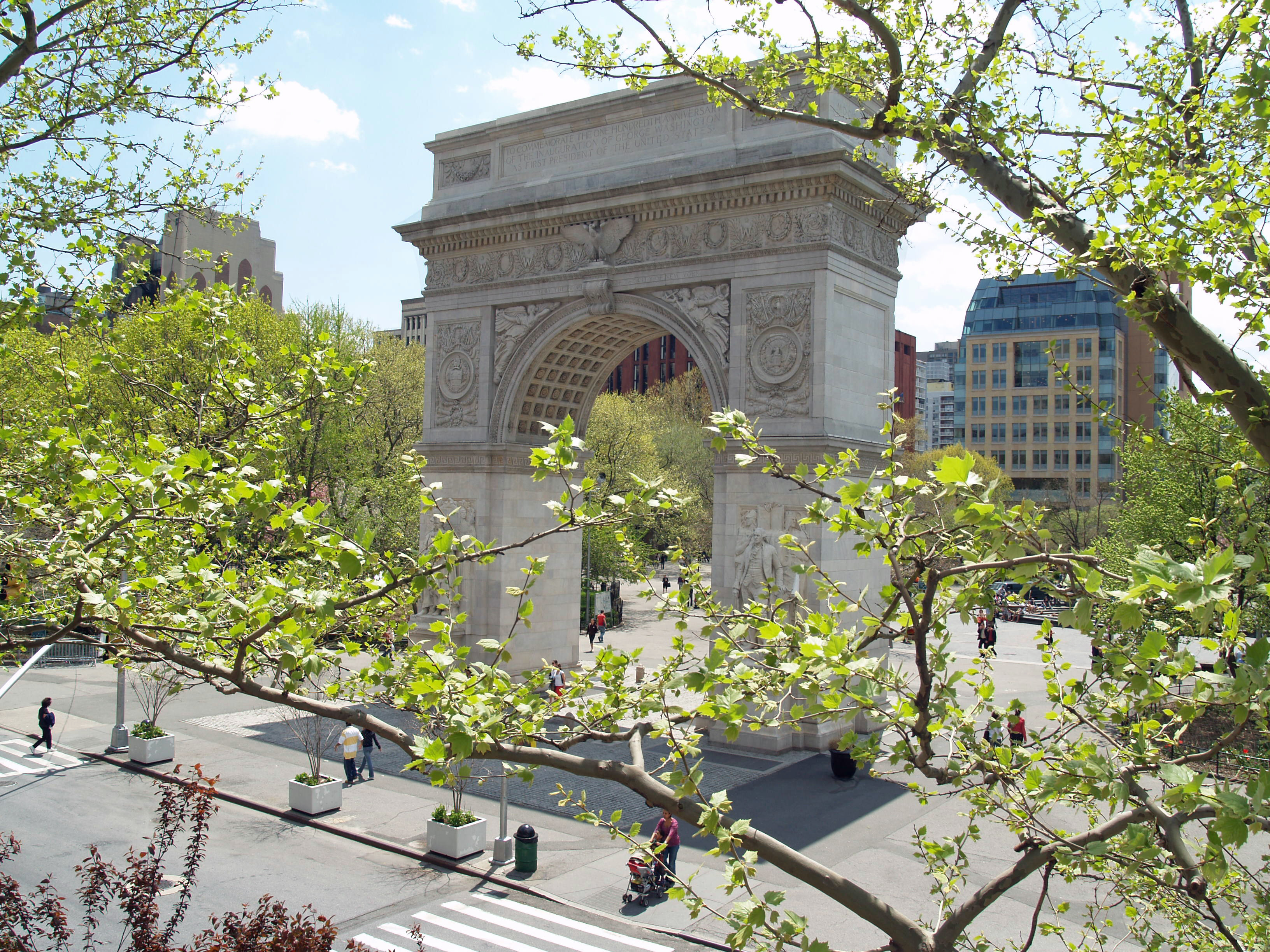
워싱턴 스퀘어 공원

워싱턴 스퀘어 공원(Washington Square Park)은 맨해튼에 위치한 공원이다.